# La Silvia
La Silvia (Sílvia) (RV 734) es un dramma pastorale per musica en tres actes amb música d'Antonio Vivaldi i llibret d'Enrico Bissari. Es va estrenar el 28 d'agost de 1721 al Teatro Regio Ducal de Milà en ocasió de la celebració de l'aniversari de l'emperadriu romanogermànica Elisabet Cristina de Brunsvic-Wolfenbüttel, muller de l'emperador Carles VI d'Habsburg.

## La partitura
La partitura original de La Silvia s'ha perdut, però sí que s'han conservat diverses àries que, gairebé amb tota seguretat, formen part d'aquesta òpera. Vuit àries s'han conservat a la Biblioteca Nacional de Torí i al Conservatori reial de Brussel·les, mentre que onze altres àries que Vivaldi va emprar en aquest drama provenien d'altres òperes.

## Personatges
| Personatge | Tessitura            | Repartiment de l'estrena, 28 d'agost de 1721 |
| ---------- | -------------------- | -------------------------------------------- |
| Silvia     | soprano              | Margarita Gualandi                           |
| Elpino     | contralt (travestit) | Anna Bombaciari (o Bombaciara)               |
| Tirsi      | contralt castrat     | Giovanni Battista Minelli                    |
| Nerina     | soprano              | Anna Maria Strada                            |
| Egisto     | tenor                | Annibale Pio Fabri                           |
| Faustulo   | bajo                 | Giuseppe Montanari                           |

## Enregistraments
- 2001 (reconstrucció de les nou àries que s'han conservat) Roberta Invernizzi, Gloria Banditelli, John Elwes, Philippe Cantor. Ensemble Baroque de Nice, dir. Gilbert Bezzina. Ligia. 1CD.